# تیم فوستر
تیم فوستر (انگلیسی: Tim Foster; ۱۹ ژانویهٔ ۱۹۷۰) قایقران روئینگ اهل بریتانیا است.
وی در مسابقات کشوری و بین‌المللی در مجموع برندهٔ ۳ مدال طلا، ۲ مدال نقره، ۴ مدال برنز شده‌است.